# イラリオ・サパタ
イラリオ・サパタ（Hilario Zapata、1958年8月19日 - ）は、パナマの元プロボクサー。パナマシティ出身。元WBC世界ライトフライ級王者。WBA世界フライ級王者。世界2階級制覇王者
「軟体動物」とも形容されたディフェンスワークに優れた技巧派の選手。

## 来歴
1977年10月28日、プロデビュー。
1980年3月24日、12戦目でWBC世界ライトフライ級王者中島成雄に挑戦し、15回判定勝ちで王座を獲得した。
1980年9月17日、防衛戦で中島成雄と再戦し、11回KO勝ちで3度目の防衛に成功した。
1981年2月14日、防衛戦でジョーイ・オリボと対戦し、14回KO勝ちで5度目の防衛に成功した。
1981年8月15日、防衛戦でヘルマン・トーレスと対戦し、15回判定勝ちで7度目の防衛に成功した。
1981年11月7日、防衛戦でネトルノイ・ソー・ボラシングと対戦し、10回KO勝ちで8度目の防衛に成功した。
1982年2月26日、9度目の防衛戦でアマド・ウルスアと対戦し、2回KO負けで王座から陥落した。
1982年7月10日、ウルスアから王座を奪取した友利正とタイトルマッチで対戦し、15回判定勝ちで王座に返り咲いた。
1982年9月18日、防衛戦で張正九と対戦し、15回判定勝ちで初防衛に成功した。
1982年11月30日、防衛戦で友利正と再戦し、8回KO勝ちで2度目の防衛に成功した。
1983年3月26日、3度目の防衛戦で張正九と再戦し、3回KO負けで王座から陥落した。
1984年12月8日、1階級上のWBA世界フライ級王者サントス・ラシアルに挑戦し、15回判定負けで2階級制覇に失敗した。
1985年10月5日、WBA世界フライ級王座決定戦でアロンソ・ゴンザレスと対戦し、15回判定勝ちで2階級制覇を果たした。
1986年4月7日、防衛戦で穂積秀一と対戦し、15回判定勝ちで2度目の防衛に成功した。
1986年7月5日、防衛戦でドディ・ボーイ・ペニャロサと対戦し、15回判定勝ちで3度目の防衛に成功した。
1987年2月13日、6度目の防衛戦でフィデル・バッサと対戦し、15回判定負けで王座から陥落した。
1987年8月15日、フィデル・バッサとタイトルマッチで再戦し、15回判定ドローで王座返り咲きならず。
1993年2月27日、WBC世界スーパーフライ級王者文成吉と対戦し、1回TKO負けで王座獲得ならず。この試合を最後に引退した。

## 獲得タイトル
- WBC世界ライトフライ級王座（防衛8度）
- WBC世界ライトフライ級王座（防衛2度）
- WBA世界フライ級王座（防衛5度）

## 逸話
父親はレンガ職人で、ケンカに明け暮れる少年時代のサパタを持て余していた。ある時、父は得意先から「おたくの息子はケンカばかりしているそうだな。このグローブを渡して、息子に練習するように伝えてくれ」と16オンスの黄色いグローブを託される。その得意先とは時の世界王者ロベルト・デュランで、サパタはこの出来事に感激し、ボクシングへの道を歩み始めることとなる。